# Weebl and Bob
The everyday happenings of Weebl and sometimes Weebl's friend Bob ou Weebl and Bob (Weebl et Bob) est une série d'animation diffusée sur Internet créé par Jonti Picking avec le logiciel Macromedia Flash.
Le premier épisode, Pie a été proposé au téléchargement le 6 juin 2002. Une version francophone, ou les personnages sont habillés dans une manière française stéréotypée, de cet episode (Tarte) a été créé en 2003.
Les deux personnages principaux sont Weebl, qui a la forme d'un œuf avec deux yeux ovales, et Bob, de même forme en taille reduite. Ils aiment surtout la tarte (pie), mais ils ne réussissent jamais à en manger.
Il y a quelques épisodes qui touchent à la France - notamment la série en sept parties Bob's Week in France.

## Personnages habituels
- Professor Heinz Weebl, Ph.D. - (dit Wobbl à la suite de « problèmes judiciaires »). Il est le plus grand « œuf », amoureux avec Donkey. Malgré son amitié avec Bob, il le taquine et le raille, et le force même quelquefois à risquer sa vie. Est également le leader de la Team Laser Explosion : Captain Laserous Explosion.
- Bob Bobertson - Pote (quelquefois) de Weebl. Il a la même forme que Weebl, sauf qu'il est plus petit. Il est le Boy Exploserous Laser de la Team Laser Explosion.
- Chris le ninja pirate - Forme d'un champignon, expert en arts martiaux qui parle comme un pirate. Il est toujours habillé en pirate.
- Donkey - Marié avec Chris. Ancienne petite amie de Weebl, mais Chris la lui vole dans l'épisode « Wrong »
- Hairy Lee (Lee Poilu) - Même forme que Weebl, mais plus poilu, expert en hypnose. Nommé « Baldie Lee » (Lee Chauve) aux années 1980, avant une surdose de fromage.
- Wee Bull (p'tit taureau) - Le père et la némésis de Weebl. Il a battu son fils dans presque tous leurs batailles. Dragueur populaire.
- (Derek) the Monkey - Un singe acheté par Weebl. Il est connu pour sa classe et le fait qu'il chie partout. Il joue le rôle de la Faucheuse.
- The Jams - Bocaux de confiture qui ont créé un groupe musical, ils veulent renverser le gouvernement.
- The Mysterious Chicken - Un poulet rôti qui porte des lunettes de soleil - il a des pouvoirs mysterieux : il danse et cache des trucs.
- Hand Boy - Une main qui parle. Donne un coup de main à Monkey
- Shopkeep - Chef d'un magasin et d'un salon de coiffure, accent londonien.
- Clive - Vedette de télé, accent américain.
- The Childs - Quelques enfants, forme de Weebl.